# Suite aliquote
Pour les articles homonymes, voir Aliquote.
En arithmétique, une suite aliquote est une suite d'entiers dans laquelle chaque nombre est la somme des diviseurs propres (ou diviseurs stricts) de son prédécesseur. Quand la suite atteint 1, elle s'arrête car 1 ne possède pas de diviseur propre.
Ainsi la suite commençant à 10 se comporte de la manière suivante : 
{\displaystyle u_{0}=10}
les diviseurs propres de 10 sont 1, 2 et 5.
{\displaystyle u_{1}=1+2+5=8}
les diviseurs propres de 8 sont 1, 2 et 4
{\displaystyle u_{2}=1+2+4=7}
7 ne possède qu'un diviseur propre 1
{\displaystyle u_{3}=1}

## Cas particuliers
L'étude des suites aliquotes met en évidence les cas particuliers suivants
- si {\displaystyle u_{0}} est un nombre premier alors {\displaystyle u_{1}=1} et la suite s'arrête.
- si {\displaystyle u_{0}} est un nombre parfait alors la suite est constante
- si {\displaystyle u_{0}} est un nombre amical, alors {\displaystyle u_{1}} est son nombre amical associé et la suite boucle sur ces deux valeurs
- si {\displaystyle u_{0}} est un nombre sociable alors la suite boucle sur tous les nombres sociables associés à {\displaystyle u_{0}}

## Relation de récurrence
La suite est définie par la relation de récurrence suivante : pour tout entier n, si {\displaystyle u_{n}} est différent de 1 
{\displaystyle u_{n+1}=f(u_{n})}
où f est définie de la manière suivante : si N est un entier différent de 1 dont la décomposition en facteurs premiers est 
{\displaystyle N=\prod _{i=1}^{k}p_{i}^{\alpha _{i}}}
{\displaystyle f(N)=\prod _{i=1}^{k}{\frac {p_{i}^{\alpha _{i}+1}-1}{p_{i}-1}}-N}
On remarque que f est définie par
{\displaystyle f(N)=\sigma (N)-N}
où σ est la somme des diviseurs de N

## Observations et conjectures
Toutes les suites aliquotes dont le premier terme est un nombre inférieur ou égal à 275 ont été entièrement calculées. Les suites commençant par 6, 95, 119 et 143 aboutissent au nombre parfait 6 ; la suite commençant à 28 (lui aussi parfait) est constante, et la suite commençant par 220 est de période 2, 220 et 284 étant amicaux. Toutes les autres s'arrêtent à 1, la plus longue étant obtenue pour un premier terme égal à 138.
Une conjecture importante, due à Catalan, énonce qu'une suite aliquote, ou bien se termine à 1, ou bien finit par être constante sur un nombre parfait, ou périodique sur une famille de nombres sociables.
Cette conjecture ne fait cependant pas l'unanimité. En effet, parmi les suites dont le premier terme est un nombre inférieur ou égal à 1000, 5 suites n'ont toujours pas pu être entièrement explorées (et donc pourraient être de limite infinie). Ce sont les suites commençant par 276, 552, 564, 660 et 966. Ces nombres sont appelés les « cinq de Lehmer ». Il existe de même 12 nombres (les douze de Godwin) compris entre 1000 et 2000 pour lesquels les suites aliquotes associées ne sont pas connues au-delà d'un certain rang.
Il existe des suites aliquotes atteignant des termes très élevés, comme la suite démarrant à 3630 atteignant un nombre à 100 chiffres, pour se terminer plus tard à 1. Hendrik Lenstra a démontré que l'on pouvait toujours trouver une suite aliquote croissante sur n termes consécutifs, quelle que soit la valeur de n. 
Un groupe actif de chercheurs et d'amateurs travaille à l'extension des suites dont le premier terme est inférieur à 1 000 000. À la date du 20 octobre 2013, le nombre de suites dont le statut est indéterminé se répartissait ainsi :
| Premier terme inférieur à | Nombre de séquences | Commentaires                     |
| ------------------------- | ------------------- | -------------------------------- |
| 1 000                     | 5                   | cinq de Lehmer                   |
| 2 000                     | 17                  | cinq de Lehmer + douze de Godwin |
| 10 000                    | 81                  |                                  |
| 100 000                   | 898                 |                                  |
| 1 000 000                 | 9209                |                                  |

Pour toutes ces suites, le dernier terme est un nombre entier possédant au moins 115 chiffres atteint après au moins 402 itérations.